# Креси ла Шапел
Креси ла Шапел (фр. Crécy-la-Chapelle) је насељено место у Француској у региону Париски регион, у департману Сена и Марна.
По подацима из 2011. године у општини је живело 4250 становника, а густина насељености је износила 269,33 становника/km².

## Демографија
| 1962. | 1968. | 1975. | 1982. | 1990. | 2011. |
| ----- | ----- | ----- | ----- | ----- | ----- |
| 1.849 | 1.928 | 2.193 | 2.413 | 3.222 | 4.250 |